# Alfabeto pyu
El alfabeto pyu es un sistema de escritura utilizado para escribir el idioma pyu, un idioma extinto sino-tibetano que se habla principalmente en la actual Birmania central. Se origina en las escritura  brahmi del norte y del sur de la India. Las evidencias arqueológicas disponibles sugieren que la escritura pyu se desarrolló gradualmente entre los siglos II y VI d. C., su precursor inmediato parece ser la escritura kadamba del suroeste de la India. Las inscripciones pyu del período temprano siempre incluyen escritura brahmi interlineal. No fue hasta los siglos VII y VIII que las inscripciones de Sri Ksetra aparecieron completamente escritas en pyu, sin brahmi interlineal.
Muchas de las más importantes  inscripciones se escribieron en sánscrito y pali. En los yacimientos del pueblo pyu se han encontrado una amplia variedad de escrituras índicas que van desde la escritura brahmi de Ashokan y la Tamil Brahmi, ambas datadas en los siglos III y II a. C., hasta los posteriores alfabeto gupta y canarés que datan de los siglos IV al VI d. C.
Actualmente, el script pyu no está en Unicode . Su inclusión fue propuesta en 2010, y tiene una ubicación tentativa en la hoja de ruta del Consorcio Unicode.

## Imágenes

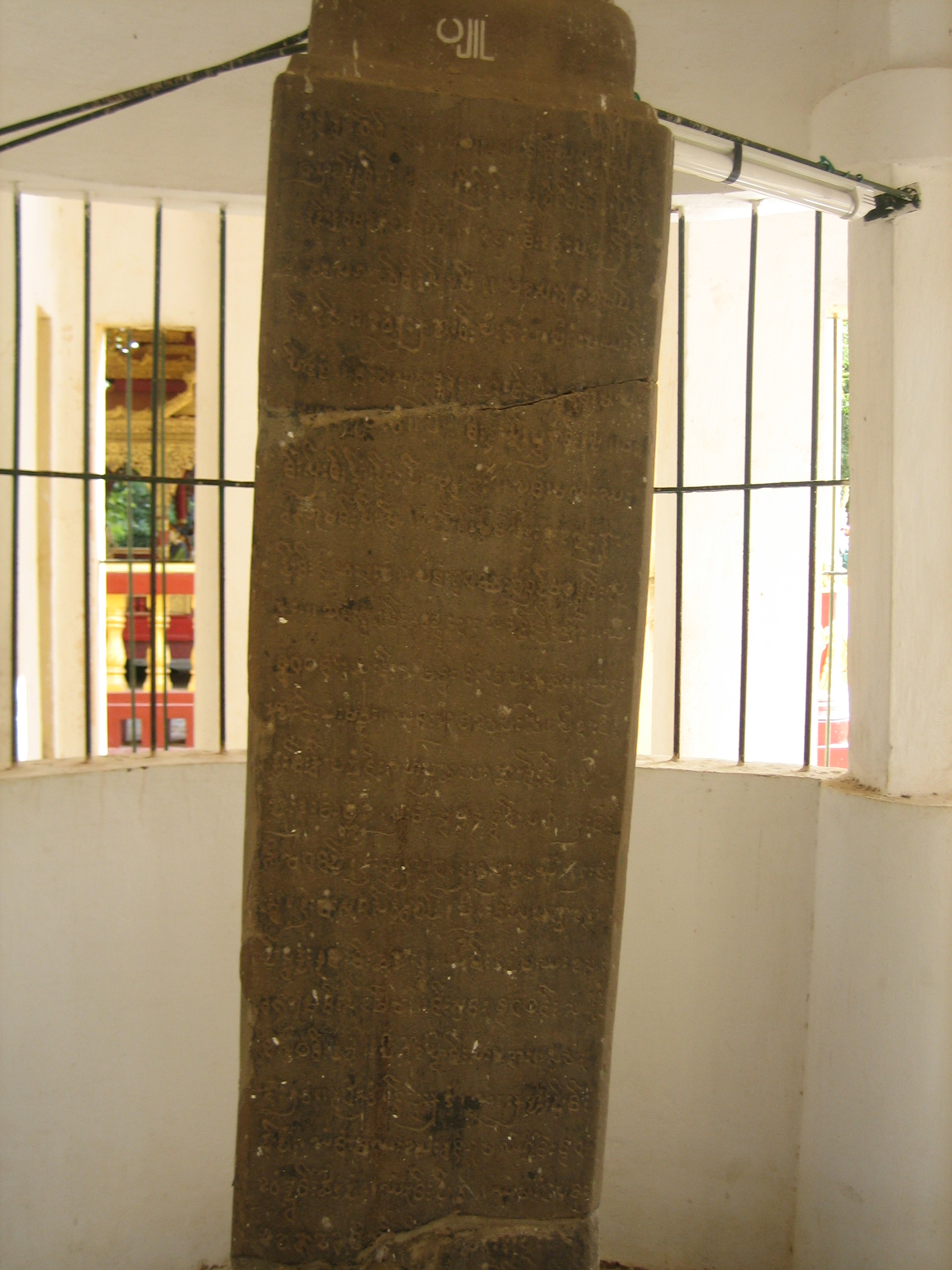
La inscripción Myazedi c. 1112-1113
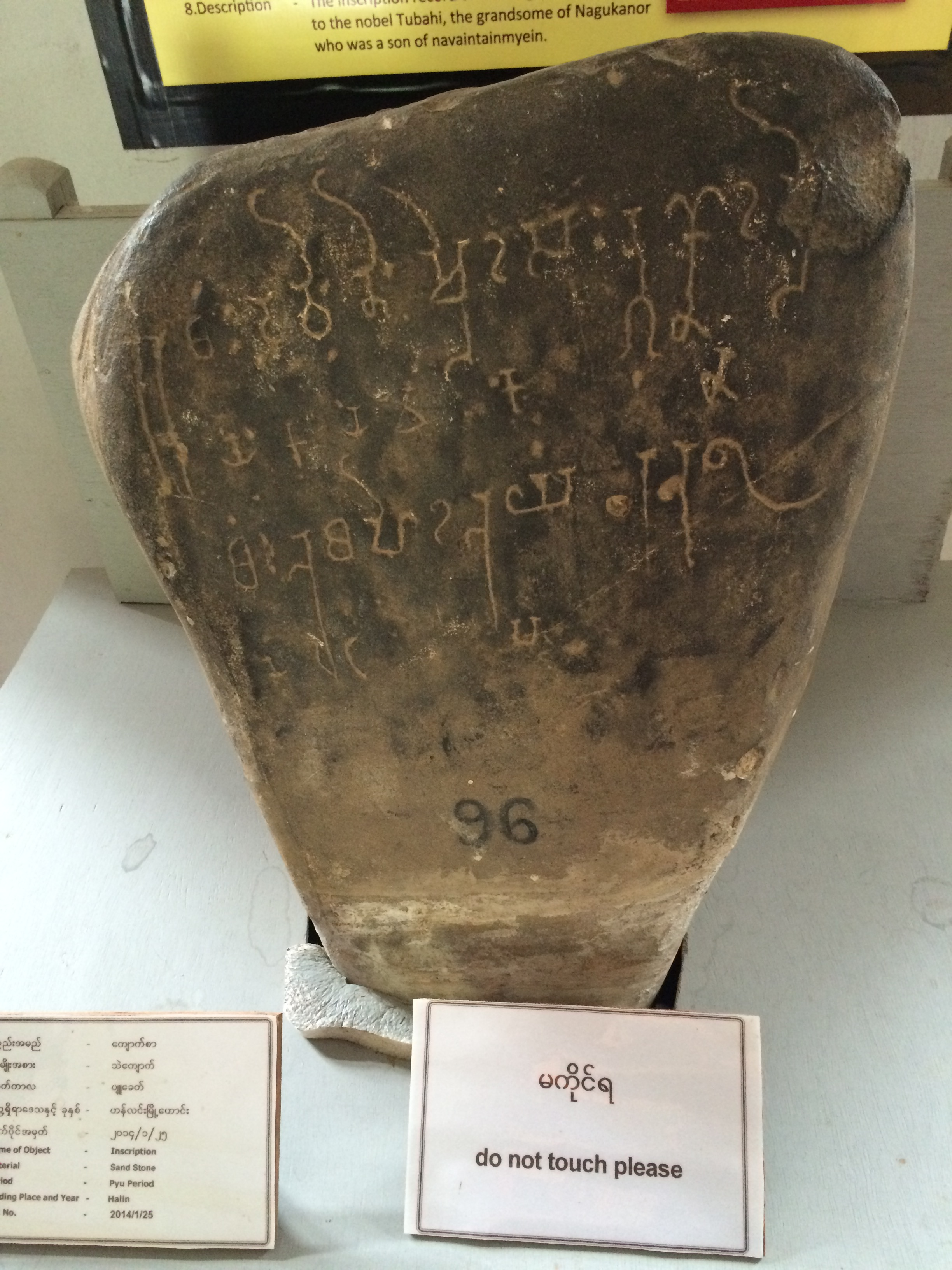
Inscripción en el Museo Arqueológico de Hanlin (Birmania)